# Pandora FMS
Pandora FMS (Pandora Flexible Monitoring System) ist eine freie Software, die Computersysteme und Anwendungsprogramme überwacht und deren Status detailliert anzeigt.

## Funktionsumfang
Pandora FMS kann beispielsweise erkennen, wenn ein Netzwerksystem nicht reagiert, eine Website verunstaltet wird oder ein Speicherleck in einer Serveranwendung auftritt. Pandora überwacht auch Hardwarekomponenten und Betriebssysteme. Wenn Probleme auftreten, kann es Berichte erzeugen und Benachrichtigungen via E-Mail oder SMS senden.
Die Serverkomponente wird zwar unter Linux entwickelt, ist aber in Perl implementiert und läuft somit in jeder Perl-Laufzeitumgebung, in der die benötigten Perl-Module verfügbar sind. Das Programm kann entfernte Systeme über verschiedene Protokolle überwachen, soweit sie von den Fremdsystemen unterstützt werden, beispielsweise WMI, SNMP, ICMP oder auch HTTP für Websites. Alternativ können auf den beobachteten Systemen eigene Softwarekomponenten, sogenannte Agenten installiert werden, die Bestandteile von Pandora sind.

## Geschichte
Pandora FMS wurde ursprünglich vom spanischen Programmierer Sancho Lerena entwickelt. Die erste stabile Veröffentlichung 1.0 wurde am 14. Oktober 2004 veröffentlicht. Später wurde das Unternehmen Artica gegründet, das die Software seitdem pflegt.